# Пабельон-де-Идальго
Пабельон-де-Идальго (исп. Pabellón de Hidalgo) — небольшой город в центральной части Мексики, на территории штата Агуаскальентес. Входит в состав муниципалитета Ринкон-де-Ромос.

## Географическое положение
Пабельон-де-Идальго расположен в северной части штата, на расстоянии приблизительно 25 километров к северо-северо-западу (NNW) от города Агуаскальентес. Абсолютная высота — 1934 метра над уровнем моря.

## Население
Согласно данным, полученным в ходе проведения официальной переписи 2005 года, в городе проживало 4006 человек (1951 мужчина и 2055 женщин). Насчитывалось 896 домов. По возрастному диапазону население распределилось следующим образом: 44,4 % — жители младше 18 лет, 47,9 % — между 18 и 59 годами и 7,7 % — в возрасте 60 лет и старше. Уровень грамотности среди жителей старше 15 лет составлял 96,4 %.
По данным переписи 2010 года, численность населения Пабельон-де-Идальго составляла 4316 человек. Динамика численности населения города по годам:
| 2000 | 2005 | 2010 |
| ---- | ---- | ---- |
| 3883 | 4006 | 4316 |